# Шатонёф (замок)
За́мок Шатонёф (фр. Château de Châteauneuf ) — крепость, построенная в XI веке и перестроенная в XV веке, находящаяся в коммуне Шатонёф, департамент Кот-д’Ор, Франция, находится в 43 километрах от Дижона. Представляет собой крупное каменное здание, имеет 75 метров в длину и 35 метров в ширину. Замок расположен в долине Бургундского канала на каменном выступе на высоте 475 метров над прилегающей поверхностью.

## История
Замок был построен в 1132 году Жаном де Шоденай для своего сына Жана, который вступил в права владения замком в 1175 году и стал Жаном I де Шатонёф. Столкнувшись с угрозами Столетней войны, тогдашние феодалы Шатонёфа построили более мощные укрепления примерно в XIV веке[уточнить]. Спустя девять поколений, правление Шатонёфов закончилось трагедией в 1456 году, когда последняя наследница, Катерина де Шатонёф, была сожжена заживо за то, что отравила своего второго мужа — Жака д’Хоссонвилля.

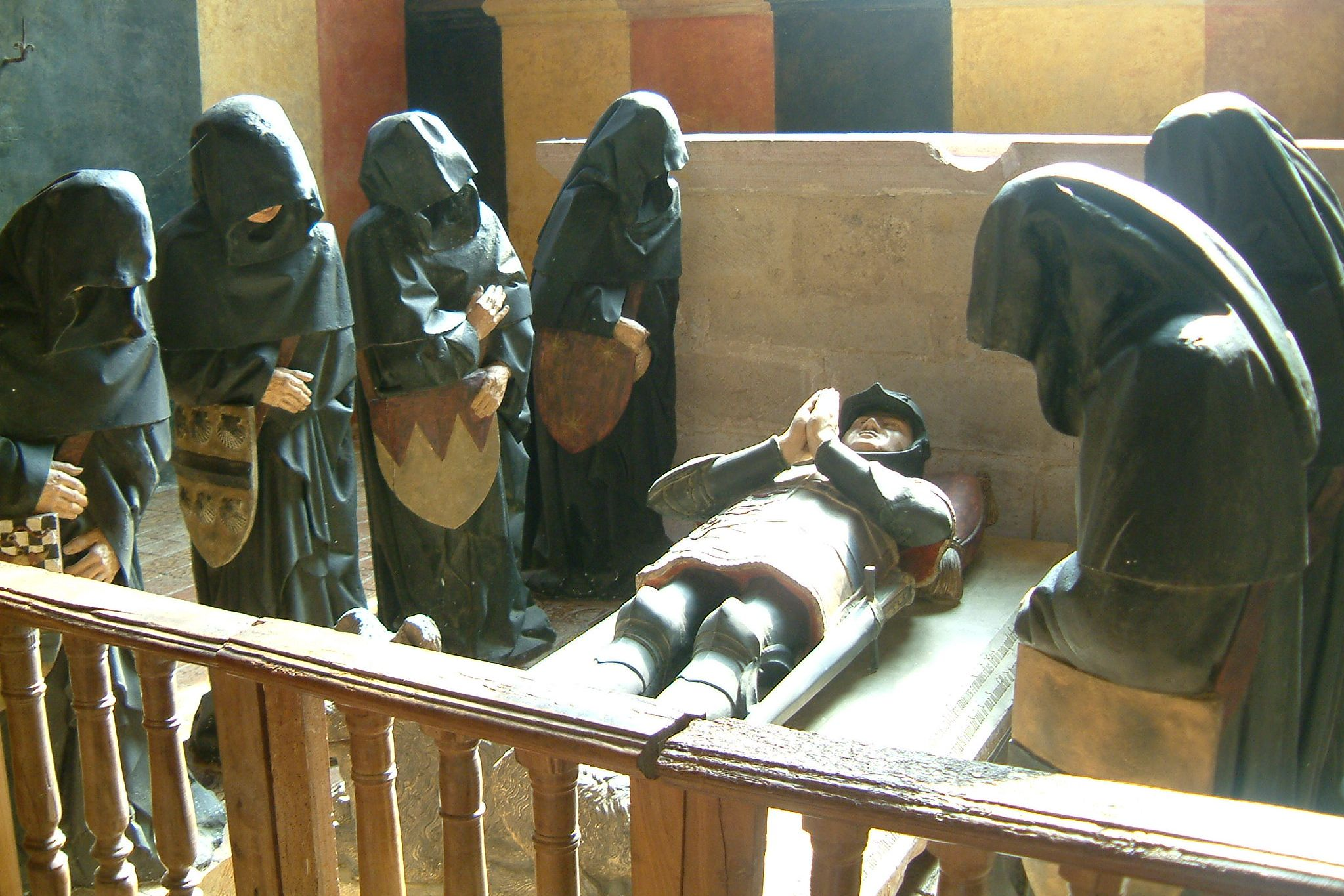
Могила Филиппа Пота

В 1457 году, Филипп III Добрый, герцог Бургундии, предложил замок в пользование своему советнику Филиппу Поту, кавалеру Ордена Золотого руна. Впоследствии он перестроил замок, сделав его более комфортабельным для жизни, в соответствии с тогдашними традициями двора Герцогства Бургундии. Часовня и жилые покои, датированные этим временем, были построены во дворе замка, в пламенеющем готическом архитектурном стиле.
Филипп умер в 1493 году, не оставив наследников. Таким образом, замок перешёл во владение к его брату — Гаю Поту, и позже, посредством различных браков, к Марии Лиссе Люксембургской. После того как она ушла в монастырь, замок перешёл во владение к Чарльзу Вьенскому, и оставался под управлением этой семьи в течение следующих 150 лет. В 1767 году Луи Анри Вьенский продал замок богатому банкиру.
Во времена Великой французской революции, все королевские символы и гербовые атрибуты были демонтированы или разрушены. Впоследствии замок был выставлен на аукцион. В 1936 году Жорж де Вог пожертвовал замок государству, коммуне Шатонёф и прилегающим деревням. После этого замок был объявлен историческим монументом, находящимся под охраной государства.